# Kyritz

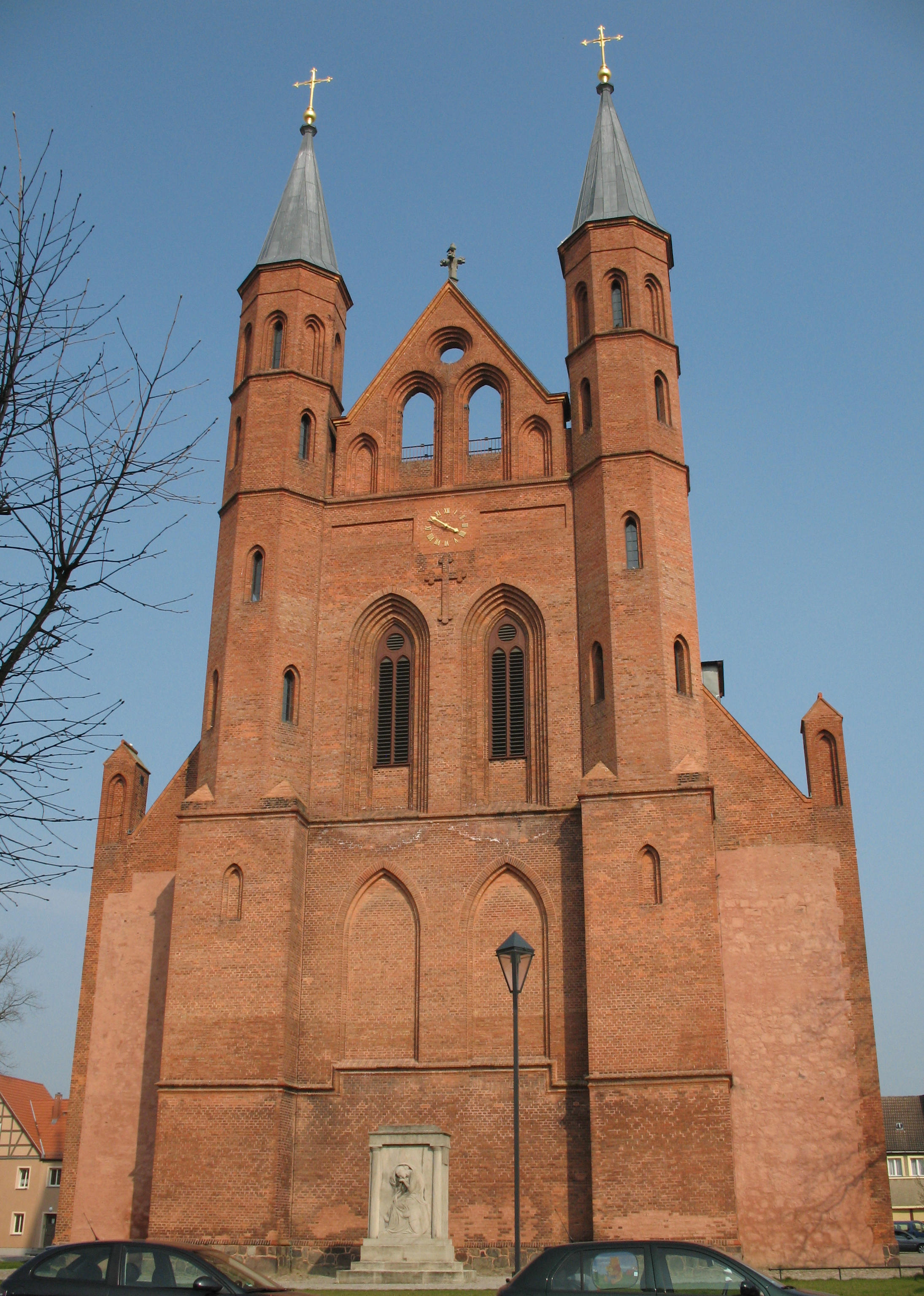
Kerk

Kyritz is een gemeente in de Duitse deelstaat Brandenburg, en maakt deel uit van de Landkreis Ostprignitz-Ruppin.
Kyritz telt 9.281 inwoners.

## Demografie
| Jaar | Inwoners |
| ---- | -------- |
| 1875 | 7 639    |
| 1890 | 7 911    |
| 1910 | 7 960    |
| 1925 | 8 656    |
| 1939 | 8 839    |
| 1950 | 13 575   |
| 1964 | 11 653   |

| Jaar | Inwoners |
| ---- | -------- |
| 1971 | 12 477   |
| 1981 | 12 076   |
| 1985 | 12 085   |
| 1990 | 11 727   |
| 1995 | 11 442   |
| 2000 | 10 847   |
| 2005 | 10 158   |

| Jaar | Inwoners |
| ---- | -------- |
| 2010 | 9 537    |
| 2015 | 9 100    |
| 2016 | 9 192    |
| 2017 | 9 375    |
| 2018 | 9 303    |
| 2019 | 9 260    |
| 2020 | 9 281    |

Gegevensbronnen worden beschreven in de Wikimedia Commons.
Breddin ·
Dabergotz ·
Dreetz ·
Fehrbellin ·
Heiligengrabe ·
Herzberg (Mark) ·
Kyritz ·
Lindow ·
Märkisch Linden ·
Neuruppin ·
Neustadt (Dosse) ·
Rheinsberg ·
Rüthnick ·
Sieversdorf-Hohenofen ·
Storbeck-Frankendorf ·
Stüdenitz-Schönermark ·
Temnitzquell ·
Temnitztal ·
Vielitzsee ·
Walsleben ·
Wittstock/Dosse ·
Wusterhausen/Dosse ·
Zernitz-Lohm